# February - L'innocenza del male
February - L'innocenza del male (The Blackcoat's Daughter) è un film del 2015 diretto da Oz Perkins.
Film horror psicologico, opera prima del regista Perkins, con protagonisti Emma Roberts, Kiernan Shipka, Lucy Boynton, Lauren Holly e James Remar.

## Trama
In un prestigioso collegio cattolico a Bramford, due studentesse si ritrovano per motivi diversi a dover passare le vacanze invernali dentro la struttura: Kat, di tredici anni, non ha più notizie dei suoi genitori, mentre Rose, diciassettenne, ha comunicato loro una data sbagliata per potersi vedere con il fidanzato Rick. Una sera, tornando da un appuntamento segreto con quest'ultimo, Rose non trova Kat in camera e, dopo averla cercata dappertutto, scopre che si trova nei sotterranei dell'istituto, in una sala caldaie intenta a compiere uno strano rito di preghiera. Il giorno dopo la ragazza cerca di farsi spiegare dalla compagna che cosa stesse facendo, ma questa non risponde e anzi comincia a pronunciare frasi inquietanti a proposito dei suoi genitori. Una notte Kat riceve una misteriosa telefonata dove una voce rauca e sconosciuta le ordina di "uccidere le troie". Durante una cena, la ragazzina si rifiuta di dire la preghiera e quando le due suore rimaste nel collegio con loro le ordinano di farlo, lei ha un attacco di stomaco. In infermeria Kat comincia a insultare una di loro, quando arriva una telefonata da parte del direttore del collegio. Questi giunge lì il giorno dopo in compagnia di un agente di polizia, ma i due arrivano troppo tardi: in preda alla follia, Kat ha già ucciso sia le suore che Rose, decapitandole e portando le loro teste nella sala caldaie come offerta al demonio. Il poliziotto la trova e, dopo averle intimato di gettare il coltello, le spara a una spalla. La ragazza viene portata in ospedale, dove il sacerdote del collegio si prepara a compiere un esorcismo su di lei.
Una ragazza apparentemente fuggita da un reparto psichiatrico viene trovata in una stazione degli autobus da un uomo di nome Bill, in viaggio con sua moglie Linda verso Bramford. Questi si offre di darle un passaggio e la ragazza afferma di chiamarsi Joan. Durante una sosta in un motel Bill si dimostra estremamente premuroso con lei e arriva a rivelarle di aver perso una figlia, nove anni prima. Quando le porge una foto, si scopre che si tratta dei genitori di Rose. Più tardi, mentre aspettano che Bill salga in macchina, Linda rivela a Joan che il marito vede la figlia in qualunque ragazza che abbia circa la sua età, ma che evita sempre di soffermarsi sui dettagli dell'omicidio. I tre ripartono alla volta di Bramford; una volta nei pressi della città, Joan si sente male e chiede a Bill di accostare. Una volta che la macchina è ferma, tirando fuori un coltello, la ragazza sgozza l'uomo e uccide la moglie colpendola più volte. Dopo averli decapitati e aver nascosto le teste nella valigia, la ragazza si dirige verso la Bramford Academy, che ha chiuso i battenti dopo gli orribili fatti di nove anni prima, e scende nello stesso sotterraneo dove Kat aveva sacrificato le sue vittime a Satana. Kat e Joan sono infatti la stessa persona, ed il suo è un tentativo di evocare nuovamente il demone che l'aveva abbandonata. Il rituale non ha successo, quindi la ragazza risale in superficie e scoppia a piangere disperata.

## Produzione
Questo film costituisce di fatto il debutto di Oz Perkins alla regia; il regista ha dichiarato che il film si ispira dalla sua volontà di rappresentare il tema della perdita, che ha infine scelto di rappresentare attraverso il genere horror. Perkins ha ammesso che avrebbe potuto trattare il tema anche con un'opera di diverso tipo, ma ha tuttavia ritenuto che il pubblico avrebbe percepito quest'opera in maniera differente qualora avesse scelto un altro genere per raccontare la stessa storia. Il film ha avuto una gestazione molto lunga: scritto nel 2012, il film è stato girato e distribuito soltanto nel 2015 per via di difficoltà nel trovare un distributore che ritenesse l'opera abbastanza valida da essere prodotta, o comunque che ritenesse la storia in grado di essere rappresentata in maniera coerente attraverso un film. Questi problemi si sono risolti soltanto nel 2014, anno in cui è stato annunciato anche il cast che sarebbe stato coinvolto nel film. Il processo di lavorazione relativo agli effetti sonori si è svolto in collaborazione con il musicista Elvis Perkins, fratello del regista.

## Distribuzione
Il film è stato presentato per la prima volta al Toronto Film Festival il 12 settembre 2015. Successivamente l'opera è stata distribuita nelle sale cinematografiche di vari paesi attraverso differenti case di distribuzione, non con il titolo di February (che era previsto inizialmente dal regista) ma con quello di The Blackcoat's Daughter. Il film è stato successivamente reso disponibile in maniera limitata nel mercato on demand, per poi arrivare sul catalogo di Netflix in UK. In Italia il film è stato distribuito per la prima volta da Prime Video senza mai passare per la distribuzione cinematografica, arrivando direttamente con il titolo di February - L'innocenza del male, dopo un'anteprima al 33° Torino Film Festival.

## Accoglienza
Secondo l'aggregatore di recensioni Rotten Tomatoes, il film ha ottenuto un indice di gradimento del 72% e un voto di 6,44 su 10 sulla base di 67 recensioni. Su Metacritic ha invece ottenuto un punteggio di 68 su 100 sulla base di 17 recensioni.